# Битва в затоці Кула
Битва в затоці Кула — одне із бойових зіткнень в ході Тихоокеанської кампанії Другої Світової війни. Відбулася 6 липня 1943 року поблизу острова Коломбангара.

## Передумови
Вночі 4 липня оперативна група 36.1 під командуванням контр-адмірала Ейнсуорта займалась артобстрілом японських позицій в Еногаї-Інліт і Віла-Стенморі. Потім, повертаючись на острів Еспіріту-Санто для поповнення запасів, з'єднання отримало наказ командуючого Вільяма Холсі перехопити черговий рейс Токійського експресу на Нову Джорджію, що віз підкріплення для гарнізону Мунди. Здійснивши швидкий перехід, з'єднання прибуло в затоку Кула вночі з 5 на 6 липня.

## Склад сторін
| США                    | США                                 | Японія            | Японія                        |
| ---------------------- | ----------------------------------- | ----------------- | ----------------------------- |
| 9-й дивізіон крейсерів | легкий крейсер «Гонолулу» (флагман) | група прикриття   | есмінець «Ніідзукі» (флагман) |
| 9-й дивізіон крейсерів | легкий крейсер «Сент-Луїс»          | група прикриття   | есмінець «Судзукадзе»         |
| 9-й дивізіон крейсерів | легкий крейсер «Гелена»             | група прикриття   | есмінець «Танікадзе»          |
| 21-а ескадра есмінців  | есмінець «Ніколас»                  | 1-а трансп. група | есмінець «Мотідзукі»          |
| 21-а ескадра есмінців  | есмінець «О'Баннон»                 | 1-а трансп. група | есмінець «Мікадзукі»          |
| 21-а ескадра есмінців  | есмінець «Редфорд»                  | 1-а трансп. група | есмінець «Хамакадзе»          |
| 21-а ескадра есмінців  | есмінець «Дженкінс»                 | 2-а трансп. група | есмінець «Нагацукі»           |
|                        |                                     | 2-а трансп. група | есмінець «Сацукі»             |
| есмінець «Амагірі»     |                                     | 2-а трансп. група |                               |
| есмінець «Хацуюкі»     |                                     | 2-а трансп. група |                               |

## Бій
Японське з'єднання складалося з 10 есмінців і було поділене на дві транспортні групи і групу підтримки. Підійшовши до Коломбангара, контр-адмірал Акіяма наказав першій транспортній групі висаджувати війська в Вілі, проміжному пункті перед відправкою в Мунду. В 1:43 він віддав аналогічне розпорядження другій групі, незважаючи на те, що в 1:36 був встановлений перший радіолокаційний контакт з американськими кораблями. Але, трохи пізніше, оцінивши сили противника, Акіяма наказав транспортним групам повернутися і вступити в бій.
В 1:57 американські кораблі відкрили артилерійський вогонь, а японці випустили торпеди. Американці зосередили вогонь на головному есмінці «Ніідзукі», і він, отримавши багато влучень, швидко потонув. Два інших есмінці з групи підтримки, «Судзукадзе» і «Танікадзе», випустили торпеди і, маючи невеликі пошкодження, сховалися за димовою завісою. В 2:04 американський крейсер «Гелена» отримав торпедне влучання в носову частину, протягом двох наступних хвилин ще два влучання в район міделя, і почав швидко тонути.
В 2:21 «Сент-Луїс» і «Гонолулу» відкрили вогонь по другій транспортній групі японців, що підійшла до місця бою. Обмінявшись артилерійськими залпами з американцями, японські есмінці відступили. При відступі «Нагацукі» наскочив на мілину в районі Віли і сильно застряг. «Сацукі» намагався його зтащити, але невдало.
До половини третьої основний бій закінчився і Ейнсуорт наказав головним силам повертатися на базу. Проте, на полі бою ще залишалися есмінці обох сторін, що займалися рятуванням екіпажів затонувши кораблів. «Редфорд» і «Ніколас» підбирали екіпаж «Гелени», а «Амагірі» намагався врятувати екіпаж «Ніідзукі». «Ніколас» і «Амагірі», помітили один одного та обмінялися торпедними залпами, а пізніше і артилерійськими залпами. «Амагірі» отримав влучання і відступив, прикрившись димовою завісою. Екіпаж «Ніідзукі» так і залишився в воді.
«Ніколас» і «Редфорд» продовжували рятувати екіпаж «Гелени», і пізніше на них напоровся «Мотідзукі», що повертався з Віли. Втім, артилерійська перестрілка не принесла практично жодних результатів.
«Нагацукі», який сів на мілину, урешті-решт був залишений екіпажем, а вранці був розбомблений американською авіацією.

## Результати бою
Незважаючи на відносно рівні втрати (легкий крейсер проти двох есмінців), доставка підкріплення була практично зірвана — з 2 600 осіб мети досягли лише 850. Виходячи з цього, можна казати про стратегічну перевагу, отриману американцями по результатам бою.